# Слободка (Волосовский район)
Слобо́дка  — деревня в Клопицком сельском поселении Волосовского района Ленинградской области.

## История
Деревня являлась вотчиной императора Александра I из которой в 1806—1807 годах были выставлены ратники Императорского батальона милиции.
Как деревня Новая Слободка она упоминается на карте Санкт-Петербургской губернии Ф. Ф. Шуберта 1834 года.

СИВЕРСКАЯ СЛОБОДА — деревня принадлежит тайной советнице баронессе Икскуль, число жителей по ревизии: 36 м. п., 35 ж. п. (1838 год)

На карте Ф. Ф. Шуберта 1844 года также обозначена как Новая Слободка.

СЛОБОДКА — село барона Корфа, по просёлочной дороге, число дворов — 11, число душ — 32 м. п. (1856 год)

Согласно «Топографической карте частей Санкт-Петербургской и Выборгской губерний» 1860 года, деревня называлась Новая Слободка и состояла из 11 крестьянских дворов.

СЛОБОДКА (НОВАЯ) — деревня владельческая при колодце, по левую сторону Нарвского тракта в 46 верстах от Петергофа, число дворов — 12, число жителей: 31 м. п., 35 ж. п. (1862 год)

В 1867—1868 годах временнообязанные крестьяне деревни выкупили свои земельные наделы у барона П. Ф. Лилиенфельда и стали собственниками земли.
В 1869—1870 годах свои земельные наделы крестьяне выкупили у барона Н. И. Корфа.

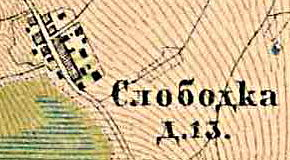
План деревни Слободка. 1885 год

Согласно «Карте окрестностей Санкт-Петербурга» в 1885 году деревня называлась Слободка и состояла из 13 дворов.
В конце XIX века деревня административно относилась к Витинской волости 1-го стана Петергофского уезда Санкт-Петербургской губернии, в начале XX века — 2-го стана.
К 1913 году количество дворов увеличилось до 15.
С 1917 по 1922 год деревня Слободка входила в состав Селецкого сельсовета Витинской волости Петергофского уезда.
С 1922 года в составе Каськовского сельсовета.
С 1923 года в составе Троцкого уезда.
С 1924 года в составе Тешковского сельсовета.
С 1926 года вновь в составе Каськовского сельсовета. Согласно данным переписи населения СССР 1926 года в деревне Слободка Каськовского сельсовета Бегуницкой волости проживали 117 человек — все русские.
С 1927 года в составе Волосовского района.
С 1928 года вновь в составе Тешковского сельсовета. В 1928 году население деревни Слободка также составляло 117 человек.

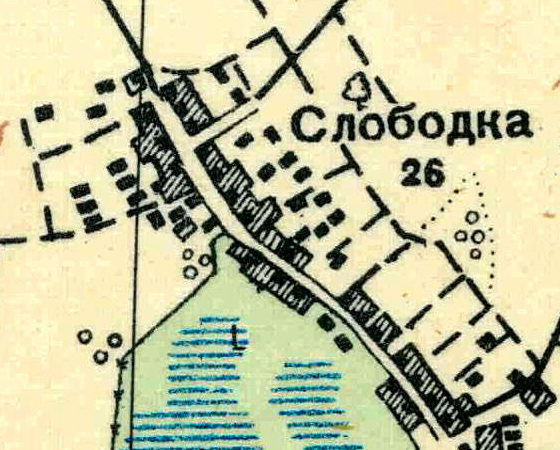
План деревни Слободка. 1931 год

Согласно топографической карте 1931 года деревня насчитывала 26 дворов.
По данным 1933 года деревня Слободка входила в состав Тешковского сельсовета Волосовского района.
C 1 августа 1941 года по 31 декабря 1943 года деревня находилась в оккупации.
С 1959 года вновь в составе Каськовского сельсовета.
С 1963 года в составе Кингисеппского района.
С 1965 года вновь в составе Волосовского района. В 1965 году население деревни Слободка составляло 90 человек.
По данным 1966 и 1973 годов деревня Слободка также находилась в составе Каськовского сельсовета.
По административным данным 1990 года деревня Слободка входила в состав Клопицкого сельсовета.
В 1997 году в деревне Слободка проживали 18 человек, деревня входила в Клопицкую волость, в 2002 году — 17 человек (русские — 94 %), в 2007 году — 10 человек.
В мае 2019 года Губаницкое и Сельцовское сельские поселения вошли в состав Клопицкого сельского поселения.

## География
Деревня расположена в северо-восточной части района на автодороге 41К-044 (Каськово — Ольхово).
Расстояние до административного центра поселения — 6 км.
Расстояние до ближайшей железнодорожной станции Волосово — 24 км.

## Демография
| 1862 | 2002 | 2007 | 2010 | 2017 |
| ---- | ---- | ---- | ---- | ---- |
| 66   | ↘17  | ↘10  | ↗28  | ↘23  |

### Национальный состав
Согласно данным Всероссийской переписи населения 2021 года в деревне проживали 24 человека, из них:
 русские — 12, украинцы — 6, армяне — 4, азербайджанцы — 1, грузины — 1 человек.